# Francis Henry May

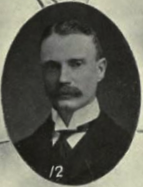
Sir Francis Henry May

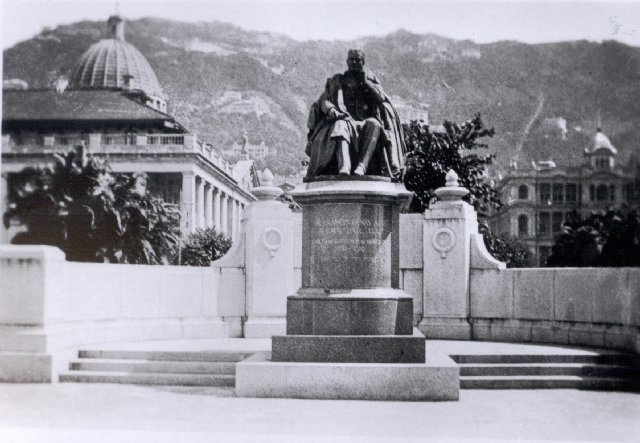
Denkmal von Sir Francis Henry May in Hongkong

Sir Francis Henry May, GCMG (* 14. März 1860 in Dublin; † 6. Februar 1922 in Clare, Suffolk) war ein britischer Kolonialbeamter, der unter anderem zwischen 1911 und 1912 Gouverneur von Fidschi sowie von 1912 und 1919 Gouverneur von Hongkong war.

## Leben
Francis Henry May war das vierte von acht Kindern des Juristen The Right Honourable George Augustus Chichester May (1815–1892), der zwischen 1875 und 1877 Generalstaatsanwalt von Irland (Attorney-General for Ireland) sowie von 1877 bis 1887 Präsident des Obersten Gerichtshofes von Irland (Lord Chief Justice of Ireland) war, und dessen Ehefrau Olivia Barrington († 1876). Zu seinen Geschwistern gehörte der Major-General Sir Edward Sinclair May (1856–1936). Sein Großvater mütterlicherseits war Sir Matthew Barrington, 2. Baronet (1788–1861), der zwischen 1832 und seinem Tode 1861 Crown Solicitor von Munster war und 1846 den Titel als 2. Baronet Barrington, of the City of Limerick, erbte. Er selbst absolvierte nach dem Besuch der renommierten 1572 gegründeten Harrow School ein Studium der Fächer Klassische Philologie und Moderne Sprachen am Trinity College Dublin, welches er 1881 mit einem Bachelor of Arts (BA) beendete.
Er trat daraufhin in den kolonialen Verwaltungsdienst (Colonial Administrative Service) ein und wurde nach verschiedenen Verwendungen 1895 zum Companion des Order of St Michael and St George (CMG) ernannt. Er fungierte zwischen 1902 und 1910 als Kolonialsekretär der Verwaltung der Kronkolonie Hongkong und war nach der Abberufung von Gouverneur Sir Henry Arthur Blake vom 21. November 1903 bis zum Amtsantritt von Sir Matthew Nathan am 29. Juli 1904 erstmals kommissarischer Gouverneur von Hongkong. Nach der Abberufung von Sir Matthew Nathan fungierte er vom 20. April 1907 bis zur Amtsübernahme von Sir Frederick Lugard am 29. Juli 1907 noch einmal als kommissarischer Gouverneur von Hongkong. Er wurde am 9. November 1909 als Knight Commander des Order of St Michael and St George (KCMG) geadelt, so dass er fortan das Prädikat „Sir“ führte.
Als Nachfolger von Sir Everard Im Thurnübernahm Sir Francis Henry May, der auch Doktor der Rechte (LL.D) sowie Doktor des Zivilrechts (Doctor of Civil Law) war, am 21. Februar 1911 das Amt als Gouverneur von Fidschi und hatte dieses bis zum 25. Juli 1912 inne, woraufhin Sir Ernest Bickham Sweet-Escott seine dortige Nachfolge antrat. Daneben war er in Personalunion zwischen dem 21. Februar 1911 und dem 25. Juli 1912 Hoher Kommissar für den Westpazifik. Zuletzt übernahm er am 24. Juli 1912 von Sir Frederick Lugard das Amt als Gouverneur von Hongkong. Diesen hatte er bis zu Februar 1919 inne und wurde am 30. September 1919 von Sir Reginald Edward Stubbs abgelöst. Im Rahmen der Birthday Honours wurde er am 3. Juni 1919 zum Knight Grand Cross des Order of St Michael and St George (GCMG) erhoben.